# Ronald DeFeo Jr.
Pour les articles homonymes, voir DeFeo.
Ronald Joseph DeFeo Jr., né le 26 septembre 1951 et mort le 12 mars 2021, est un criminel américain à l'origine de l'affaire d'Amityville qui a inspiré une série de livres et de films d'horreur américains.

## Biographie
Dans la nuit du 13 novembre 1974, à 3 h 15, Ronald DeFeo assassine son père, Ronald DeFeo Sr., 43 ans, sa mère Louise DeFeo, 42 ans, et ses quatre frères et sœurs : Dawn, 18 ans, Allison, 13 ans, Marc, 12 ans, et John Matthew, 9 ans. Il se serait servi d'une carabine Marlin Model 336 de calibre .35. Ronald DeFeo Jr. était l’aîné de la famille.
Il ne s'accuse pas immédiatement des meurtres mais sa version des faits comporte de telles incohérences qu'il avoue dès le lendemain. Il dit aux inspecteurs : « Once I started, I just couldn’t stop. It went so fast. » (« Une fois que j'avais commencé, il m'était simplement impossible de m'arrêter. Ça s'est passé si vite. »), et il affirme aussi avoir été comme manipulé par une entité qu'il appelle « Le Diable ».
Le 21 novembre 1975, Ronald DeFeo Jr est déclaré coupable des six meurtres. Le 4 décembre 1975, le juge Thomas Stark le condamne à six peines consécutives d'emprisonnement allant de 25 ans à la perpétuité. L'hypothèse de la folie plaidée par la défense n'est pas retenue. DeFeo est détenu dans la prison de Green Haven à East Fishkill, puis au centre pénitentiaire de Sullivan (en) à Fallsburg.
Il meurt le 12 mars 2021.